# Hesperentomon macswaini
Hesperentomon macswaini är en urinsektsart som beskrevs av Price 1960. Hesperentomon macswaini ingår i släktet Hesperentomon och familjen Hesperentomidae. Inga underarter finns listade i Catalogue of Life.